# Pathogen (album Sainc)
Pathogen – debiutancki album polskiej grupy muzycznej Sainc. Wydawnictwo ukazało się nakładem Chaos III Production w 2009 roku. Okładkę przygotował Krzysztof Iwin, który współpracował z grupą Yattering.

## Lista utworów
1. "Intro" - 0:47
2. "Gene resurrection" - 4:10
3. "New old world" - 6:29
4. "Furious Modifications" - 3:21
5. "Wrong replication" - 4:01
6. "Regenerate" - 4:26
7. "Ormus" - 4:54
8. "Toxic medicine" - 2:54
9. "Mhc i hla" - 3:15
10. "HGP" - 3:28
11. "Outro" - 0:58

## Twórcy
- Marcin "Svierszcz" Świerczyński - gitara basowa, śpiew
- Jack "Cacek" Cackowski - gitara
- Mariusz "Docent" Dziarkowski - gitara
- Arkadiusz "Ari" Kulesza - perkusja
- Krzysztof Iwin - oprawa graficzna